# Acetodextra ameiuri
Acetodextra ameiuri är en plattmaskart. Acetodextra ameiuri ingår i släktet Acetodextra och familjen Cryptogonimidae. Inga underarter finns listade i Catalogue of Life.